# Trường Đại học Kiến trúc Sài Gòn
Trường Đại học Kiến trúc Sài Gòn là một trường đại học thuộc Viện Đại học Sài Gòn, tồn tại từ 1954 đến 1975. Trường này là tiền thân của Trường Đại học Kiến trúc Thành phố Hồ Chí Minh ngày nay.

## Lịch sử
Thời thuộc Pháp tại Đông Dương chỉ có Ban Kiến trúc thuộc Trường Mỹ thuật Đông Dương (École Supérieure des Beaux-Arts de l'Indochine) tại Hà Nội, lập ra năm 1926. Từ năm 1942, Ban Kiến trúc thuộc Trường Cao đẳng Mỹ thuật. Năm 1944, lập Trường Kiến trúc thuộc Cao đẳng Mỹ thuật, chuyển từ Hà Nội vào Đà Lạt, rồi chuyển từ Đà Lạt vào Sài Gòn cuối năm 1950. Từ năm 1954 đến 1975, trường có tên Trường Đại học Kiến trúc Sài Gòn thuộc Viện Đại học Sài Gòn. Sau năm 1975 trường trực thuộc Bộ Xây dựng.
Lịch sử của Trường Đại học Kiến trúc Sài Gòn bao gồm các giai đoạn sau đây:

### Ban Kiến trúc thuộc Trường Mỹ thuật Đông Dương
- Năm 1926: Một ban đặc biệt về kiến trúc được mở thêm trong phạm vi trường Mỹ thuật Đông Dương tại Hà Nội (N.Đ. 1-10-1926).
- Năm 1942: Trường Mỹ thuật Đông Đương được chia làm 2 riêng biệt:
  - Trường Cao đẳng Mỹ thuật Đông Dương
  - Trường Mỹ nghệ Thực hành Hà Nội

Ban Kiến trúc thuộc trường Cao đẳng Mỹ thuật Đông Dương (N.Đ. 22-10-1942).

### Trường Kiến trúc thuộc Trường Mỹ thuật Đông Dương
- Năm 1944: Ban Kiến trúc được nâng lên thành Trường Kiến trúc và vẫn nằm trong phạm vi Trường Cao đẳng Mỹ thuật (N.Đ. 22-2-1944).

Để tránh hiểm họa chiến tranh, Trường Kiến trúc được di chuyển vào Đà Lạt.
- Năm 1945: Chính phủ Pháp công nhận văn bằng Kiến trúc sư của Trường Cao đẳng Mỹ thuật Đông Dương có giá trị để hành nghề tại Pháp và Đông Dương (N.Đ. 6-2-1945).

Sau khi dời vào Đà Lạt được mấy tháng, vì thời cuộc, Trường Kiến trúc phải ngưng hoạt động.
- Năm 1947: Trường Kiến trúc Đông Đương, sau mấy niên học ngưng hoạt động được mở lại tại Đà Lạt kể từ ngày 1 tháng 2 năm 1949.

### Trường Kiến trúc thuộc Trường Quốc gia Cao đẳng Mỹ thuật Paris
- Năm 1948: Được coi là một trường kiến trúc địa phương của Pháp. Trường Kiến trúc tại Đà Lạt phải chịu lệ thuộc Trường Quốc gia Cao đẳng Mỹ thuật Paris về chương trình áp dụng, hệ thống kiểm soát, thi cử, cấp văn bằng (N.Đ. 6-9-1948).

### Trường Cao đẳng Kiến trúc Đà Lạt
- Cuối năm 1948, Trường Kiến trúc tại Đà Lạt được nhập về Viện Đại học Đông Dương và được nâng lên hàng trường cao đẳng. Kể từ đây Trường Cao đẳng Kiến trúc tách riêng ra khỏi các Trường Cao đẳng Mỹ thuật nhưng vẫn giữ một thể lệ như một trường địa phương thuộc Trường Quốc gia Cao đẳng Mỹ thuật Paris.

### Trường Cao đẳng Kiến trúc Sài Gòn
- Năm 1950: Cuối năm 1950, Trường Cao đẳng Kiến trúc được chuyển từ Đà Lạt về Sài Gòn.
- Năm 1954 và về sau: Theo Hiệp định Genève, Viện Đại học Hà Nội chuyển thành Viện Đại học Quốc gia Việt Nam và sau cùng lấy danh hiệu là Viện Đại học Sài Gòn.

Trường Cao đẳng Kiến trúc thuộc Viện Đại học Sài Gòn đã mở thêm:
1. Ban Thiết kế Đô thị (từ niên khóa 1955-1956)
2. Ban Cán sự Kiến trúc (từ niên khóa 1958-1959)

### Trường Đại học Kiến trúc Sài Gòn
- Năm 1967: Viện đại học Hà Nội tại miền Nam Việt Nam được đổi tên thành Viện đại học Sài Gòn và trở thành trường Đại học Kiến trúc.

## Các giáo sư, giảng viên

### Giáo sư Ban Cao đẳng Kiến trúc
- Trần Văn Tải, Kiến trúc sư Trường Quốc gia Cao đẳng Mỹ thuật Paris
- Bùi Quang Hanh, Kiến trúc sư Trường Quốc gia Cao đẳng Mỹ thuật Paris
- Phạm Văn Thâng, Kiến trúc sư Trường Quốc gia Cao đẳng Mỹ thuật Paris
- Louis Pineau, Kiến trúc sư Trường Quốc gia Cao đẳng Mỹ thuật Paris, Văn bằng Thiết kế Đô thị
- Nguyễn Quang Nhạc, Kiến trúc sư Trường Quốc gia Cao đẳng Mỹ thuật Paris
- Huỳnh Kim Mãng, Kiến trúc sư Trường Quốc gia Cao đẳng Mỹ thuật Paris
- Tô Công Văn, Kiến trúc sư Trường Quốc gia Cao đẳng Mỹ thuật Paris
- Võ Doãn Giáp, Họa sư tốt nghiệp Trường Cao đẳng Mỹ thuật Đông Dương
- Nguyễn Bá Lăng,Kiến trúc sư DPLG PARIS

### Nhiệm giáo Ban Cao đẳng Kiến trúc
- Trần Văn Bạch, Kỹ sư Dân sự Kiều lộ Trường Quốc gia Kiều lộ Paris
- Phan Đính Tăng, Kỹ sư Dân sự Kiều lộ Trường Quốc gia Kiều lộ Paris
- Lẹ Kim Đính, Cử nhân Toán, Chứng chỉ Cao học Thiên văn Thẩm cứu (Certificat d'étude supérieures d'Astronomie approfondie)
- Nguyễn Đình Hải, Tốt nghiệp Viện Anh ngữ của Đại học Michigan, Hoa Kỳ (English Language Institute, University of Michigan)
- Lê Văn Hợi, Kỹ sư trường Cao đẳng Công chánh Eyrolles Paris
- Nguyện Văn Kiết, Cử nhân Văn khoa và Văn chương Cao học
- Trịnh Hữu Định, Trang trí gia tốt nghiệp Trường Quốc gia Cao đẳng Trang trí Paris
- Vọ Đức Diễn, Kỹ sư Trường Bách khoa Montréal
- Ngô Khắc Trâm, Kiến trúc sư tốt nghiệp Trường Cao đẳng Mỹ thuật Đông Dương
- Nguyễn Hữu Thiện, Kiến trúc sư tốt nghiệp Trường Cao đẳng Mỹ thuật Đông Dương
- Phạm Minh Cảnh, Kỹ sư tốt nghiệp Viện Kỹ thuật Normandie
- Mai Hiệp Thành, Kỹ sư Công chánh

### Giảng viên
- Trương đức Nguyên,Kiến trúc sư Viện đại học Sài Gòn
- Trần tiển Chuân,Kiến trúc sư Viện đại học Sài Gòn
- Nguyễn Huy,Kiến trúc sư Viện đại học Sài Gòn
- Võ Đình Diệp,Kiến trúc sư Viện đại học Sài Gòn
- Nguyễn Trọng Kha,Kiến trúc sư DPLG Paris
- Trần Phong Lưu,Kiến trúc sư Viện đại học Sài Gòn
- Cổ Văn Hậu,Kiến trúc sư Viện đại học Sài Gòn
- Lưu Vĩnh Tịch, Kiến trúc sư Viện đại học Sài Gòn (sau 1975)
- Khương văn Mười, Kiến trúc sư Viện đại học Sài Gòn (sau 1975)
- Hồ Thiệu Trị,Kiến trúc sư Viện đại học Sài Gòn (sau 1975)

### Giáo sư Ban Thiết kế Đô thị
- Lê Văn Lắm, Kiến trúc sư Trường Quốc gia Cao đẳng Mỹ thuật Paris, Văn bằng Thiết kế Đô thị
- Huỳnh Kim Mãng, Kiến trúc sư Trường Quốc gia Cao đẳng Mỹ thuật Paris
- Trần Phi Hùng, Kiến trúc sư Viện Đại học Sài Gòn, Master of Regional Planing (Hoa Kỳ)

### Giáo sư Ban Cán sự Kiến trúc
- Nguyễn Hữu Thiện, Kiến trúc sư tốt nghiệp Trường Cao đẳng Mỹ thuật Đông Dương
- Vũ Đình Hóa, Kiến trúc sư tốt nghiệp Trường Cao đẳng Mỹ thuật Đông Dương
- Nguyễn Văn Đức, Kỹ sư Công chánh Đông Dương
- Nguyễn Đăng Linh, Kiến trúc sư tốt nghiệp Trường Cao đẳng Mỹ thuật Đông Dương
- Lê Văn Hợi, Kỹ sư Trường Cao đẳng Công chánh Eyrolles Paris
- Nguyễn Văn Long, Họa sư tốt nghiệp Trường Cao đẳng Mỹ thuật Đông Dương
- Nguyễn Văn Anh, Họa sư tốt nghiệp Trường Cao đẳng Mỹ thuật Đông Dương
- Đan Hoài Ngọc, Họa sư tốt nghiệp Trường Cao đẳng Mỹ thuật Đông Dương
- Ngô Khắc Trăm, Kiến trúc sư tốt nghiệp Trường Cao đẳng Mỹ thuật Đông Dương
- Đỗ Bá Vinh, Kiến trúc sư tốt nghiệp Trường Cao đẳng Kiến trúc Đà Lạt, Chứng chỉ Kiến trúc Nhiệt đới (London)

## Chương trình
- Điều kiện nhập học: Tú tài Toàn phần hay một văn bằng tương đương.
- Thể thức học và thi: sau mỗi niên học, trường mở hai khóa thi.

### Năm 1
- Kiến trúc sáng tạo học;
- Cổ điển họa và nặn hình;
- Toán học;
- Hình học họa hình;
- Lịch sử tổng quát kiến trúc;
- Phép Thiết thể và Vật liệu Kiến tạo;
- Pháp văn;
- Anh văn;
- Kiến trúc nhập môn.

### Năm 2
- Kiến trúc sáng tạo học;
- Cổ điển họa và nặn hình;
- Toán học đại cương;
- Hình học họa hình;
- Lý thuyết Kiến trúc;
- Phép Thiết thể và Vật liệu Kiến tạo.

### Năm 3
- Kiến trúc sáng tạo học;
- Cổ điển họa và nặn hình;
- Kiến tạo đại cương: Lý thuyết;
- Vật lý, Địa chất học áp dụng vào khoa Kiến trúc;
- Phép phối cảnh;
- Lý thuyết Kiến trúc;
- Sức chịu đựng của vật liệu.

### Năm 4
- Kiến trúc sáng tạo học;
- Kiến tạo đại cương: Lý thuyết và đồ án;
- Bê tông cốt sắt;
- Ước lượng vật liệu và kiểm điểm;
- Lịch sử tổng quát Kiến trúc;
- Lý thuyết Kiến trúc;
- Luật nhà phố.

### Năm 5
- Kiến trúc sáng tạo học;
- Kiến tạo áp dụng;
- Luật nhà phố;
- Tổ chức nghề nghiệp;
- Lý thuyết Kiến trúc;
- Địa thể học áp dụng kiến trúc;
- Kiến tạo đại cương: Đồ án và kỹ thuật.

### Năm 6
- Kiến trúc sáng tạo học;
- Bê tông cốt sắt thực hành;
- Đồ án trang trí nhà cửa;
- Luận án thi tốt nghiệp (3 tháng cuối niên học.)